# Katie Fforde: Das Schweigen der Männer
Das Schweigen der Männer ist ein deutscher Fernsehfilm von Sigi Rothemund aus dem Jahr 2016. Es ist der 24. Film einer Filmreihe des ZDF mit Werken der britischen Bestsellerautorin Katie Fforde. Lynne Harper, verkörpert von Ursula Buschhorn, hat den Verdacht, dass ihr Mann Howard (René Ifrah) sie betrügt.
Der Film, dessen Erstausstrahlung am 28. März 2016 im ZDF erfolgte, ist Bestandteil der ZDF-Sonntagsfilm-Herzkino-Reihe, in der unter anderem auch Filme von Rosamunde Pilcher, Inga Lindström, Nora Roberts, Lilly Schönauer und Utta Danella laufen. Diese Produktionen zeichnet aus, dass sie stets in besonders reizvollen Landschaften gedreht werden.

## Handlung
Howard Harper hat einige Geheimnisse vor seiner Frau Lynne, obwohl sie in einer Woche mit ihrem Schiff „First Love“ in See stechen und um die Welt segeln wollen, was seit Jahren ihr gemeinsamer großer Traum ist. Howard hat eine bereits erwachsene Tochter namens Samantha, die in New York lebt, von der er selbst aber erst seit einem halben Jahr weiß und seiner Frau noch nichts erzählt hat. Außerdem verschweigt er Lynne seine Herzprobleme. Er wird von seiner Ärztin Dr. Bronstein zu einem Kollegen nach New York geschickt.
Lynne verdächtigt ihn, fremdzugehen, weil er so plötzlich nach New York reist und sie seit Monaten keinen Sex mehr hatten, was aber an den Tabletten liegt, die Howard wegen seines Herzen nehmen muss. Als sie dann an Howards zu Hause vergessenes Handy geht und eine junge Frauenstimme auf die Mailbox spricht, sieht sie das als Indiz für ihren Verdacht an und reist ihrem Mann nach New York hinterher, wo sie ganz bewusst bei Samantha einzieht, die gerade auf der Suche nach einer neuen Mitbewohnerin war.
Nachdem Howard erfolgreich am Herzen operiert wurde, sieht er Lynne und Samantha zusammen. Als er sich ihnen nähert, flüchtet Lynne und fliegt schnellstens nach Hause, wo sie ihr Schiff und damit ihren und Howards gemeinsamen Traum verkauft. Doch Howard folgt ihr und kann in einem Gespräch endlich alle Missverständnisse aufklären. Das Paar versöhnt sich, und Lynns Schwester Ann-Margreth und ihr gemeinsamer Freund Robert sorgen dafür, dass der Kauf des Schiffes rückgängig gemacht werden kann.

## Rezeption

### Kritik
TV Spielfilms Kritik fiel eher negativ aus: „Vom üblichen Kitsch abgesehen, enden die amourösen Irrungen sogar mit einer leichten Überraschung. Leslie Malton als Lynnes temperamentvolle Schwester verleiht dem Drama immerhin etwas Schwung.“ Fazit: „Harmlos: Am Ende ist alles am rechten Platz“
Tilmann P. Gangloff von tittelbach.tv hatte zwar auch einige Einwände, kam aber zu dem Ergebnis: „Ansonsten erfüllt ‚Katie Fforde – Das Schweigen der Männer‘ mehr als nur die üblichen Erwartungen: Die Schauspieler sind überzeugend, die Schauplätze ansprechend, die Bilder sehr telegen; und die Geschichte hat schließlich doch noch eine Überraschung zu bieten.“

### Einschaltquote
Die Erstausstrahlung des Films im ZDF verfolgten insgesamt 4,49 Millionen Menschen, was einem Marktanteil von 12,6 % beim Gesamtpublikum entsprach. Bei den Jüngeren zwischen 14 und 49 Jahren waren es 4,8 % Marktanteil.